# Badr al-Kharshani
Badr al-Kharxaní (primera meitat del s. X) fou un emir àrab, segurament originari de Kharxana, a Capadòcia, anomenat també Badr ibn Ammar al-Assadí.
Fou camarlenc del califa abbàssida al-Qàhir. Quan l'emir suprem Ibn Ràïq fou nomenat governador d'al-Jazira i Síria-Palestina, Badr el va acompanyar i li fou confiat el jund de Jordània, amb seu a Tiberíades (final de 939). Ibn Ràïq es va enfrontar a l'emir hamdànida de Mossul Nàssir-ad-Dawla Hàssan ibn Abu-l-Hayjà Abd-Al·lah ibn Hamdan i Badr va anar llavors a l'Iraq i per un temps va estar al servei del califa al-Muttaqí, fins que va caure en desgràcia i va haver de fugir a Egipte, a la cort de Muhàmmad al-Ikhxid, on va morir poc després (942).